# Herbert Kölbel
Herbert Kölbel (* 30. August 1908 in Wulsdorf bei Bremerhaven; † 28. September 1995) war ein deutscher Chemiker und Professor an der Technischen Universität Berlin (TU Berlin).

## Biografie
Kölbel studierte Chemie an der Universität Greifswald. Er wurde 1936 als akademischer Schüler von Franz Fischer promoviert, wobei er die experimentellen Arbeiten am Kaiser-Wilhelm-Institut für Kohlenforschung in Mülheim an der Ruhr anfertigte, dem heutigen Max-Planck-Institut für Kohlenforschung. Danach war Kölbel Leiter der Forschungsabteilung und Betriebsdirektor (1943) bei den Rheinpreußen-Treibstoffwerken in Moers. 1953 wurde Kölbel auf den Lehrstuhl für Technische Chemie der TU Berlin berufen. Er war 1961–1963 Rektor der TU Berlin. Weiterhin war Kölbel langjähriges Vorstandsmitglied der DECHEMA, Frankfurt am Main.
Die wissenschaftlichen Leistungen von Kölbel sind weit gefächert (Benzinsynthese, Synthese von Schmierölen und -fetten, Flüssigphasen-Synthese usw.). Zusammen mit seinem Mitarbeiter Friedrich Engelhardt, den er aus seiner Zeit am Mülheimer Kohlenforschungsinstitut kannte, entwickelte er 1951 die Kölbel-Engelhardt-Synthese, eine Weiterentwicklung der Fischer-Tropsch-Synthese. Dieses Verfahren reduzierte die Herstellungskosten von synthetischem Benzin und bedeutete einen entscheidenden Fortschritt bei der Entwicklung von synthetischen Erdölprodukten.
1966 wurde Kölbel zum Mitglied der Deutschen Akademie der Naturforscher Leopoldina gewählt.
Wolf-Dieter Deckwer (Universität Oldenburg), später Technische Universität Braunschweig, war einer der wichtigen akademischen Schüler von Kölbel.
Kölbel war verheiratet mit Christiane Kölbel, geb. Uhlig; beide hatten drei Kinder. Sein Sohn Reinhard Kölbel war Professor für Orthopädie an der Universität Hamburg. Sein privates Interesse galt der klassischen Musik, insbesondere dem Querflötenspiel. Er verfasste ein Buch über Geschichte und Technik des Querflötenspiels und war bis 1953 Leiter der Moerser Schlosskonzerte.

## Werke (Auswahl)
- H. Köbel: Von der Flöte. Brevier für Flötenspieler, Bärenreiter-Verlag, 3. Auflage (1987) ISBN 978-3-7618-0863-4.
- H. Kölbel, D. Kolymbas: Constitutive Modelling of Granular Materials (Engineering Online Library), Springer-Verlag, Berlin, 1. Auflage (2000), ISBN 978-3-540-66919-7.
- H. Kölbel und J. Schulze: Projektierung und Vorkalkulation in der chemischen Industrie, Reprint (1998) der Erstauflage, Springer-Verlag, Berlin (1960), ISBN 978-3-540-11266-2.
- H. Kölbel und J. Schulze: Fertigungsvorbereitung in der chemischen Industrie, Springer-Verlag, Berlin (1967).
- H. Kölbel und M. Ralek: The Fischer-Tropsch Synthesis in the Liquid-Phase, Catalysis Reviews – Science and Engineering 21 (1980) 225–274.